# مؤشر نيتشر
مؤشر نيتشر (بالإنجليزية: Nature Index)‏ عبارة عن قاعدة بيانات تتعقب المؤسسات والبلدان ومخرجاتها العلمية منذ إطلاقه في نوفمبر 2014. يصنف مؤشر نيتشر كل عام المؤسسات الرائدة (التي يمكن أن تكون شركات أو جامعات أو وكالات حكومية أو معاهد بحثية أو منظمات غير حكومية) والبلدان حسب عدد المقالات والأوراق العلمية المنشورة في المجلات الرائدة. يمكن أيضًا قيياس هذا التصنيف حسب مجالات البحث الفردية مثل علوم الحياة أو الكيمياء أو الفيزياء أو علوم الأرض مع المؤسسات الرائدة في كل من هذه المجالات. صمم مؤشر نيشتر عن طريق نيتشر بورتفوليو. وقد أٌدرجت أكثر من 10000 مؤسسة في مؤشر نيتشر.
انتقل مؤشر نيتشر من عنوان الموقع الإلكتروني www.natureindex.com إلى منصة نيتشر بورتفوليو ( www.nature.com ) في يوليو 2022.

## أفضل المؤسسات
أفضل 25 مؤسسة مع أعلى حصة من المقالات المنشورة في المجلات العلمية وفقًا لمؤشر نيتشر 2022:
| المرتبة | المؤسسة                                       | الدولة           | إجمالي الحصة |
| ------- | --------------------------------------------- | ---------------- | ------------ |
| 1       | الأكاديمية الصينية للعلوم                     | الصين            | 1.963٪       |
| 2       | جامعة هارفرد                                  | الولايات المتحدة | 0.911٪       |
| 3       | جمعية ماكس بلانك                              | ألمانيا          | 0.782٪       |
| 4       | المركز الوطني الفرنسي للبحث العلمي            | فرنسا            | 0.675٪       |
| 5       | جامعة ستانفورد                                | الولايات المتحدة | 0.606٪       |
| 6       | جمعية هلمهولتز                                | ألمانيا          | 0.565٪       |
| 7       | معهد ماساتشوستس للتكنولوجيا                   | الولايات المتحدة | 0.533٪       |
| 8       | جامعة الأكاديمية الصينية للعلوم               | الصين            | 0.530٪       |
| 9       | جامعة العلوم والتكنولوجيا في الصين            | الصين            | 0.502٪       |
| 10      | جامعة بكين                                    | الصين            | 0.492٪       |
| 11      | جامعة تسينغ - هوا                             | الصين            | 0.472٪       |
| 12      | جامعة نانجينغ                                 | الصين            | 0.464٪       |
| 13      | جامعة أكسفورد                                 | المملكة المتحدة  | 0.452٪       |
| 14      | جامعة طوكيو                                   | اليابان          | 0.447٪       |
| 15      | جامعة تشجيانغ                                 | الصين            | 0.417٪       |
| 16      | جامعة كامبريدج                                | المملكة المتحدة  | 0.416٪       |
| 17      | معاهد الصحة الوطنية الأمريكية                 | الولايات المتحدة | 0.406٪       |
| 18      | المعهد الفدرالي السويسري للتكنولوجيا في زيورخ | سويسرا           | 0.395٪       |
| 19      | جامعة كاليفورنيا بيركلي                       | الولايات المتحدة | 0.373٪       |
| 20      | جامعة فودان                                   | الصين            | 0.366٪       |
| 21      | جامعة كاليفورنيا سان دييغو                    | الولايات المتحدة | 0.347٪       |
| 22      | جامعة شنغهاي جياو تونغ                        | الصين            | 0.343٪       |
| 23      | جامعة سون يات سين                             | الصين            | 0.339٪       |
| 24      | جامعة ميشيغان                                 | الولايات المتحدة | 0.337٪       |
| 25      | جامعة ييل                                     | الولايات المتحدة | 0.335٪       |

## أعلى البلدان
قائمة بأعلى 25 دولة مع أعلى حصة من المقالات المنشورة في المجلات العلمية وفقًا لمؤشر نيشتر 2022 والذي يسري على تقويم عام 2021.
| مرتبة | دولة             | إجمالي الحصة |
| ----- | ---------------- | ------------ |
| 1     | الولايات المتحدة | 19.857٪      |
| 2     | الصين            | 16.753٪      |
| 3     | ألمانيا          | 4.845٪       |
| 4     | المملكة المتحدة  | 3.755٪       |
| 5     | اليابان          | 3.185٪       |
| 6     | فرنسا            | 2.153٪       |
| 7     | كندا             | 1.597٪       |
| 8     | كوريا الجنوبية   | 1.593٪       |
| 9     | سويسرا           | 1.457٪       |
| 10    | أستراليا         | 1.297٪       |
| 11    | الهند            | 1.226٪       |
| 12    | إيطاليا          | 1.177٪       |
| 13    | إسبانيا          | 1.144٪       |
| 14    | هولندا           | 0.939٪       |
| 15    | السويد           | 0.688٪       |
| 16    | إسرائيل          | 0.673٪       |
| 17    | سنغافورة         | 0.618٪       |
| 18    | روسيا            | 0.553٪       |
| 19    | الدنمارك         | 0.436٪       |
| 20    | بلجيكا           | 0.429٪       |
| 21    | تايوان           | 0.418٪       |
| 22    | النمسا           | 0.388٪       |
| 23    | البرازيل         | 0.312٪       |
| 24    | بولندا           | 0.288٪       |
| 25    | فنلندا           | 0.221٪       |